# Mesoraca
Mesoraca este o comună în provincia Crotone, în regiunea Calabria (Italia).

## Localități înfrățite

Localizarea în provincia Crotone

- Italia, Lavena Ponte Tresa

## Demografie
Mesoraca - evoluția demografică

|  | Graficele sunt indisponibile din cauza unor probleme tehnice. Mai multe informații se găsesc la Phabricator și la wiki-ul MediaWiki. |

Date: Recensăminte sau birourile de statistică - grafică realizată de Wikipedia